# Margarita de Constantinopla
Margarita de Constantinopla (circa 1202-1280), también conocida como Margarita II de Flandes o Margarita de Henao, llamada la Negra, fue condesa de Flandes y de Henao de 1244 a 1278. Hija del conde Balduino IX de Flandes y VI de Henao, más tarde emperador latino de Constantinopla y de María de Champaña, heredó el condado a la muerte de su hermana mayor, Juana de Constantinopla.

## Biografía

### Infancia
En 1202 Balduino se incorporó a la cruzada dejando a María de Champaña embarazada de Margarita. Dos años después ella marchó hacia Acre para unírsele, dejando a las hermanas bajo la tutela de su tío Felipe I de Namur. En Acre tuvo noticia de que su esposo había sido elegido emperador en Constantinopla (16 de mayo de 1204) e hizo preparativos de viaje, pero murió al poco tiempo sin haber llegado a encontrarse con él. Un año después Balduino desapareció, tras ser capturado por el rey de Bulgaria Juan II Kalojan en la batalla de Adrianópolis, en abril de 1205, muriendo probablemente en prisión.
El rey de Francia Felipe Augusto decidió aprovechar la coyuntura favorable a sus intereses en Artois y en 1208 reclamó la custodia de las hermanas invocando derechos feudales.

### Matrimonio con Bouchard de Avesnes
En 1212 Felipe Augusto casó a Juana con Fernando de Portugal y Margarita fue confiada a la tutela de Bouchard de Avesnes, bailío del conde de Henao, estudiante de derecho en la escuela de Orleans y creado caballero por Balduino I, quien al partir a la cruzada lo asoció a Felipe de Namur en el gobierno de sus estados. Embarcados a la guerra con Francia por las cesiones a las que se habían visto forzados en Artois, Juana y Fernando se propusieron casar a Margarita con el conde de Salisbury, para reforzar los lazos de Flandes con Inglaterra, pero Bouchard de Avesnes, con la conformidad del rey de Francia, obstaculizó la unión. A pesar de la considerable diferencia de edad, Bouchard se había hecho querer por ella, que en presencia de un considerable número de burgueses del condado declaró no querer a otro esposo que a él, y ese mismo año o poco después contrajeron matrimonio.
Tras la batalla de Bouvines, julio de 1214, en la que Fernando de Portugal fue hecho prisionero por las tropas de Felipe Augusto y retenido en cautiverio por espacio de doce años, Bouchard reclamó a Juana en nombre de Margarita parte de su herencia, indisponiéndose a la vez con el rey de Francia al combatir al lado de las tropas flamencas. Felipe Augusto denunció entonces al papa Inocencio III que Bouchard, antes de su matrimonio, había recibido las órdenes sagradas, habiéndose ordenado subdiácono de la iglesia de Laon. En consecuencia, en el IV Concilio de Letrán (1215) el papa acordó la anulación del matrimonio, pero Margarita y Bouchard desoyeron las condenas y se refugiaron en el castillo de Houffalize en las Ardenas, bajo la protección del duque de Luxemburgo Waleran III de Limburgo. Aquí el matrimonio tuvo dos hijos, Juan en 1218 y Balduino, el futuro cronista, en 1219.

### Separación y matrimonio con Guillermo de Dampierre
Bouchard finalmente fue apresado por Juana y liberado en 1221 a condición de separarse de Margarita y obtener el perdón papal. Mientras Bouchard se encontraba en Roma tratando de obtener del papa la dispensa de sus votos, Juana aprovechó la separación para convencer a Margarita de contraer nuevo matrimonio. Hacia finales de 1223 Margarita cedió a las presiones y casó con Guillermo de Dampierre, un noble de la Champaña, leal vasallo del rey de Francia.

### Hereda el condado
De este matrimonio nacieron tres hijos y dos hijas. En 1231 murió Guillermo y en 1244 Juana, dejando como heredera de los condados de Flandes y de Henao a su hermana Margarita. Se suscitó entonces la cuestión de la validez de su primer matrimonio con Bouchard, pues si había sido en verdad ilegítimo la herencia correspondía únicamente a los hijos habidos del segundo matrimonio, favorecidos por Margarita que ya en 1245, al prestar juramento de vasallaje ante Luis IX de Francia, pretendió el reconocimiento de Guillermo, el mayor de los hijos de este segundo matrimonio, como único heredero. Los primeros diez años de su reinado se vieron en consecuencia convulsionados por las rivalidades entre los Avesnes y los Dampierre con sus respectivos clanes, hasta derivar en una auténtica guerra civil.

### Rivalidad entre los Avesnes y los Dampierre

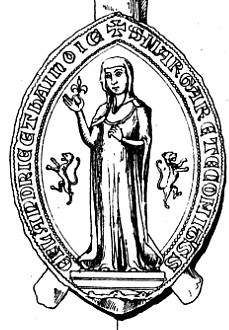
Sello de Margarita de Constantinopla, condesa de Flandes y de Henao.

Juan de Avesnes reclamó ante Luis IX de Francia sus derechos de sucesión y Guillermo de Dampierre le replicó llamándole bastardo en presencia del rey, quien prefirió esperar prudentemente a lo que el papa resolviese acerca de la legitimidad de los hijos habidos en el primer matrimonio. Juan de Avesnes obtuvo en cambio el apoyo de su cuñado Guillermo de Holanda y de la caballería de Henao, amenazando con la guerra. El rey de Francia y el papa resolvieron en 1246 repartir la herencia, de modo que, a la muerte de Margarita, Flandes pasase a los Dampierre y Henao a los Avesnes.
La salomónica resolución del arbitraje solicitado por Juan de Avesnes a Luis IX de Francia, san Luis, ratificada en 1256, si bien respondía al espíritu de equidad del monarca, tenía un efecto político claramente ventajoso para los intereses de Francia, al dislocar el condado, y no sirvió para evitar la guerra. En 1248 Juan de Avesnes aprovechó la partida de Luis IX a la cruzada acompañado por Guillermo de Dampierre, para emprender la guerra contra su madre, tomando Henao y Alost con otros territorios flamencos circundantes. Muerto Guillermo (1251), el mayor de los Dampierre, a consecuencia de una enfermedad contraída durante su cautiverio en Egipto, o asesinado por orden de los Avesnes durante la celebración de un torneo según otras fuentes, Margarita llegó a ofrecer el condado de Henao a Carlos de Anjou, el hermano de Luis IX, quien lo aceptó y a finales de 1253 entró como señor en Valenciennes.
El mismo año Juan de Avesnes capturó en la batalla de Walcheren a sus medio hermanos Guido de Dampierre, quien acababa de ser asociado por su madre al gobierno del condado, y Juan de Dampierre, y trató de utilizarlos como rehenes para forzar a su madre a negociar la paz. En su narración de los hechos el cronista Mateo París, cargando las tintas contra la Negra a la que llamaba nueva Medea culpable de la muerte de muchos honrados caballeros, puso en boca de Margarita una tajante respuesta:

Sacrifícalos, truculento comedor de carne y devora a uno de ellos cocinado con salsa de pimienta y al otro asado con ajos.

## Gobierno
La guerra concluyó en 1256 con la mediación del rey Luis IX retornado de las cruzadas y la renuncia de los Dampierre al condado de Henao. Margarita, fuertemente endeudada a causa de estos conflictos y de la indemnización que pagó a Carlos de Anjou, pudo dedicarse a la gobernación de sus estados, a los que renunció en 1278 en favor de su hijo Guido de Dampierre. Las ciudades, a las que había tenido que pedir ayuda económica, ganaron en peso político. Impulsó la conversión de Brujas en centro del comercio internacional concediendo privilegios a los mercaderes de Poitou, Gascuña y Castilla, además de hacer mejoras en los canales. En 1270 se involucró en una guerra comercial con Inglaterra, probablemente la primera vez que el arma de la economía era abiertamente empleada en un conflicto entre estados, con resultado desfavorable.
Estrechamente relacionada con la orden dominica desde su estancia en Valenciennes tras la separación matrimonial, fundó conventos de esta orden en Ypres y Douai además de pedir consejo a Tomás de Aquino en materias de gobierno, planteándole cuestiones morales sobre el préstamo usurario y el trato a los judíos que lo practicaban y sobre la venta de oficios, si es ella como se piensa la destinataria de la Carta a la duquesa de Brabante.